# STS-88
STS-88 foi a primeira e histórica missão do programa do ônibus espacial, em dezembro de 1998, a dar início na órbita terrestre à construção da Estação Espacial Internacional, ao utilizar o ônibus espacial Endeavour para conectar o módulo norte-americano Unity ao módulo russo Zarya, lançado por foguetes do Cosmódromo de Baikonur, no Casaquistão, em novembro do mesmo ano.

## Tripulação
| Posição                  | Astronauta         |
| ------------------------ | ------------------ |
| Comandante               | Robert Cabana      |
| Piloto                   | Frederick Sturckow |
| Especialista de missão 1 | Nancy Currie       |
| Especialista de missão 2 | Jerry Ross         |
| Especialista de missão 3 | James Newman       |
| Especialista de missão 4 | Sergei Krikalev    |

## Parâmetros da missão
- Massa: 90,854 kg com carga
- Perigeu: 388 km
- Apogeu: 401 km
- Inclinação: 51.6°
- Período: 92.4 min

## Missão

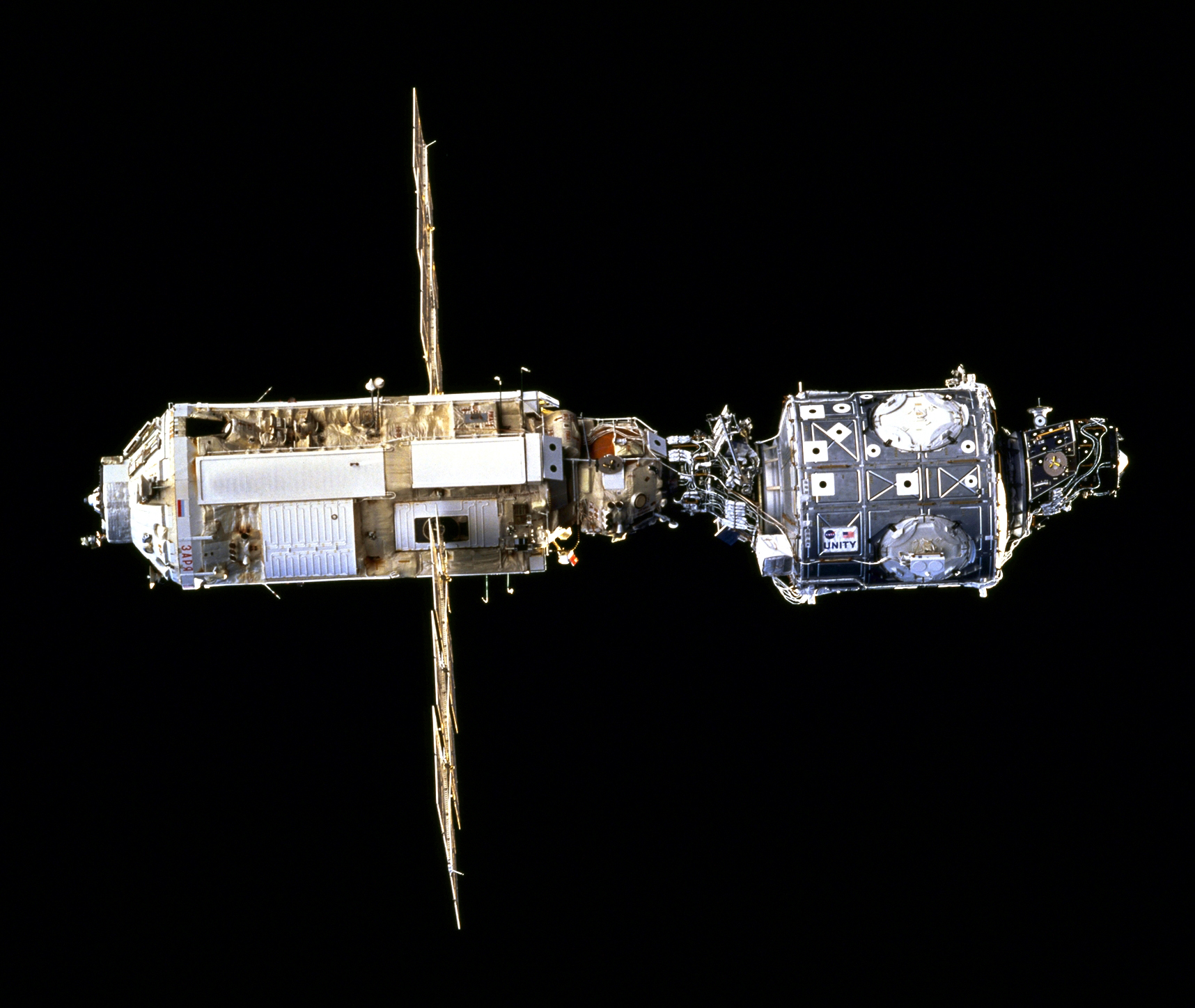
O Unity e o Zarya conectados pela STS-88 e flutuando no espaço: o início da ISS.

A missão de sete dias teve seu grande momento quando os dois módulos foram conectados no espaço e duas caminhadas no espaço foram necessárias para ligar a energia e a transmissão de dados entre eles. O Unity foi a primeira unidade da ISS colocada no espaço por um ônibus espacial, então a nave Endeavour. A conexão foi completada com a nave, após uma série de manobras e rotações no espaço comandadas pelo astronauta Robert Cabana, voando a cerca de 10m de distância do Zarya, que foi capturado pelo braço mecânico canadense da espaçonave, operado pela astronauta Nancy Currie e ligado ao adaptador pressurizado do Unity, que por sua vez estava conectado ao ônibus espacial.

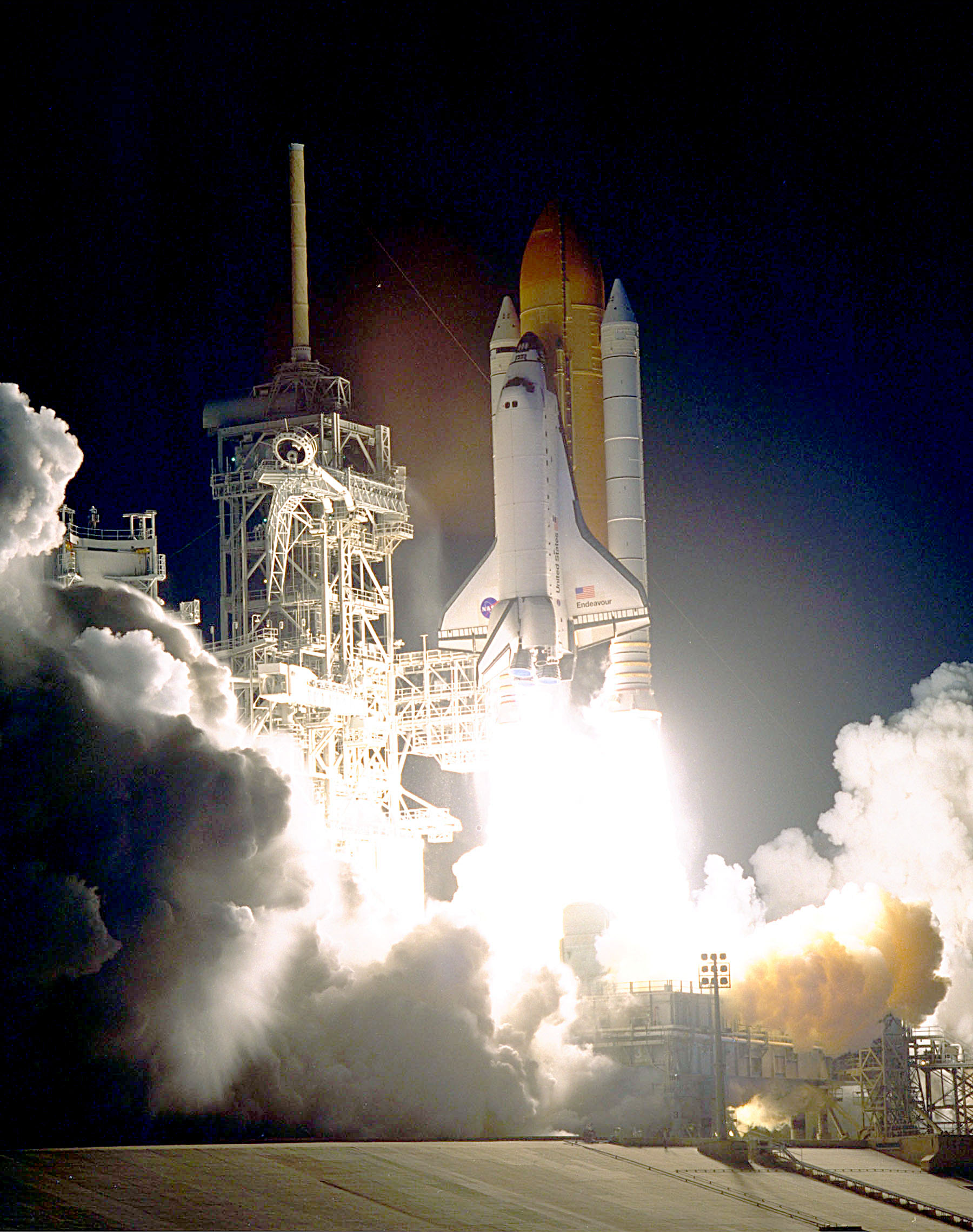
Endeavour sendo lançado para missão STS-88

Após a conexão, os astronautas Ross e Newman, em duas caminhadas espaciais, fizeram a ligação de todos os sistemas vitais de energia dos dois módulos, tornando-os operativos. No dia 11 de dezembro os astronautas visitaram os módulos por dentro, ligando os sistemas de comunicações que os puseram em contato com os controladores de voo na Terra. Refletindo o espírito de cooperação entre as duas nações na construção da maior estação orbital da história, o astronauta Robert Cabana e o cosmonauta Sergei Krikalev, integrante da tripulação da Endeavour,  abriram juntos as escotilhas do Unity e flutuaram juntos para dentro da estação, seguidos pelos demais tripulantes. Uma hora depois, os dois juntos abriram as escotilhas do Zarya, conectado ao Unity, e deram início a uma nova era na exploração espacial. 
Suprimentos e equipamentos foram alocados no Zarya, visando a visita que seria feita por outra missão em maio de 1999 e, principalmente, o início da ocupação permanente da estação pela Expedição 1, em janeiro de 2000. Após as tarefas, as escotilhas de ambos os módulos foram lacradas e a Endeavour desconectou-se dos módulos, deixando-os sem tripulação e flutuando juntos e unidos no espaço.

## Caminhadas espaciais
| EVA # | Astronautas                    | Início (UTC)         | Fim (UTC)            | Duração             |
| ----- | ------------------------------ | -------------------- | -------------------- | ------------------- |
| EVA 1 | Jerry Ross James Newman        | 7 de Dezembro 22:10  | 8 de Dezembro 05:31  | 7 horas, 21 minutos |
| EVA 1 | Começar a instalação do Unit   |                      |                      |                     |
| EVA 2 | Ross Newman                    | 9 de Dezembro 20:33  | 10 de Dezembro 03:35 | 7 horas, 02 minutos |
| EVA 2 | Continuar a instalação do Unit |                      |                      |                     |
| EVA 3 | Ross Newman                    | 12 de Dezembro 20:33 | 13 de Dezembro 03:32 | 6 horas, 59 minutos |
| EVA 3 | Completar a instalação do Unit |                      |                      |                     |